# René-Charles Blachez
René-Charles Blachez, né le 13 septembre 1861 à Montjean (Maine-et-Loire) et décédé le 26 février 1929 à Montjean, est un avocat et homme politique français..

## Biographie
Docteur en droit, il est avocat à la cour d'Appel de Paris. Maire de Montjean en 1893, il est conseiller d'arrondissement puis conseiller général du canton de Saint-Florent-le-Vieil, puis président du conseil général. Il est député de Maine-et-Loire en 1924 sur la liste d'union nationale qui regroupe les conservateurs monarchistes et obtient les trois sièges de la circonscription ouest du département. Il siège jusqu'en 1928 ne s'inscrivant à aucun groupe. En 1928, il est devancé par le démocrate-chrétien Louis Rolland dans la circonscription de Beaupréau et perd son siège.

## Détail des fonctions et des mandats
Mandat parlementaire
- 11 mai 1924 - 31 mai 1928 : député de Maine-et-Loire

Mandats locaux
- 1893 - 1907 : maire de Montjean
- 1898 - 1904 : conseiller d'arrondissement
- 1904 - 26 février 1929 : conseiller général du canton de Saint-Florent-le-Vieil
- 1908 - 26 février 1929 : maire de Montjean
- 1920 - 1922 : vice-président du conseil général de Maine-et-Loire
- 1922 - 1925 : président du conseil général de Maine-et-Loire